# Falx inguinalis
De falx inguinalis is een structuur gevormd door het lage deel van de gemeenschappelijke aponeurose van de musculus obliquus internus abdominis en de musculus transversus abdominis bij de insertie op de crista pubica en de linea pectinea direct achter de anulus inguinalis superficialis.
Normaal gezien is het vergroeid met de pees van de musculus obliquus internus, maar ze kunnen ook gesplitst zijn. 
Het vormt het mediale deel van de posterieure wand van het lieskanaal (canalis inguinalis).

## Klinische toepassingen
De falx inguinalis beschermt een zwak punt in de abdominale wand. Een verzwakking van de falx inguinalis kan een directe liesbreuk uitlokken.
Een directe liesbreuk zal doorheen het trigonum inguinale steken. De trigonum inguinale wordt door de musculus rectus abdominis (mediaal), arteria en vena epigastrica inferior (superolateraal) en het ligamentum inguinale (inferieur). De liesbreuk ligt mediaal van de arteria epigastrica inferior. Dit in tegenstelling tot een indirecte liesbreuk, die lateraal ligt van de arteria epigastrica inferior en die meestal door een embryologisch defect van de sluiting van de anulus inguinalis superficialis wordt uitgelokt.

## Bijkomende afbeeldingen

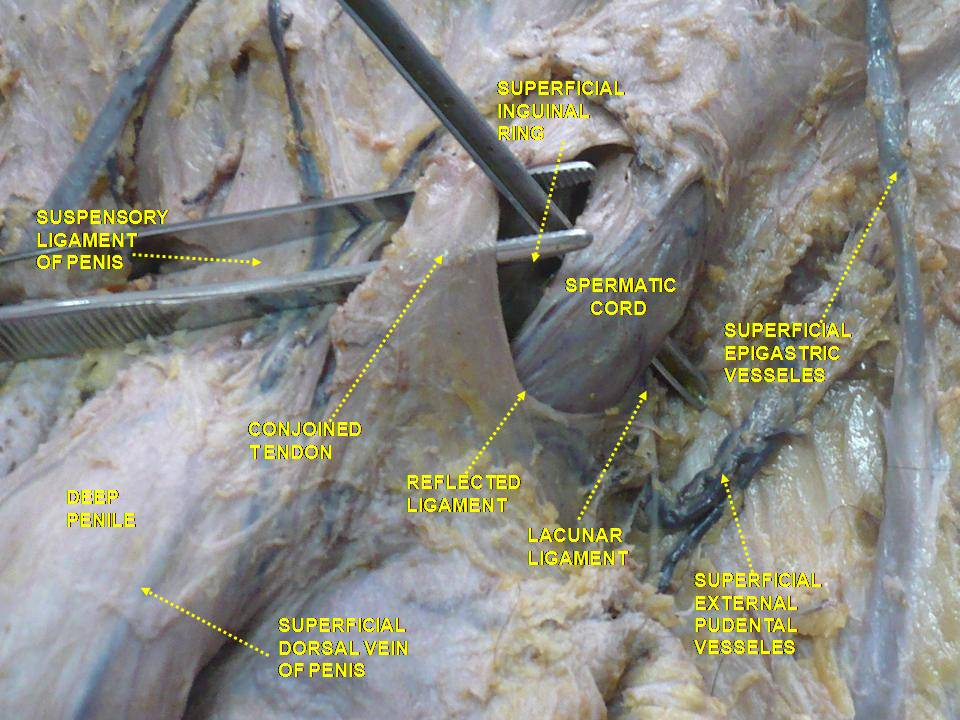